# 葛瑞戈里·艾倫·霍華
葛瑞戈里·艾伦·霍华德（英語：Gregory Allen Howard，1952年1月28日—2023年1月27日），美国记者、剧作家，好莱坞编剧，曾为迪士尼电影《光辉岁月》创作剧本，该片记录了来自T·C·威廉姆斯高中的一支足球队的故事，这支足球队被认为是推动美国深南部亚历山德里亚市社区融合的中坚力量。霍华德是好莱坞历史上第一位负责为一部耗资上亿美元的大电影创作剧本的非裔美国人，也是电影史上唯一一位凭借所撰写的待售剧本取得上亿收入的非裔美籍编剧。

## 早年
葛瑞戈里·艾伦·霍华德于1952年1月28日在弗吉尼亚州的诺福克出生。母亲纳西索斯·科尔·霍华德原本是一名全职妈妈，后来成为一名教师，葛瑞戈里是纳西索斯的第二个孩子。葛瑞戈里的父亲洛瑞·马里昂·霍华德沉迷于纸牌游戏，导致纳西索斯最终与他离婚，并在葛瑞戈里五岁时重新嫁给海军水手莱纳德·亨利，此后又为亨利生下两个孩子。由于亨利经常需要执行各种海军任务，霍华德一家每年都要跟随海军基地跨州迁移到几个不同的城市。霍华德从5岁到15岁期间就一共搬了十次家。到过的城市包括诺福克、费城、圣地亚哥、查尔斯顿等，霍华德后来将这段时期的經歷描述为“像流浪者一样的海军家庭生活”。最终，霍华德一家定居在位于加利福尼亚州瓦列霍的一座“海军城市”，其后霍华德入读当地的瓦列霍高中，并担任班长及校内一支足球队的进攻线卫。高中毕业后，霍华德进入普林斯顿大学学习美国历史。大学毕业后，霍华德短暂就职于华尔街的一家美林证券分公司，其后于25岁左右搬到洛杉矶并找了一份作家的工作。

## 职业生涯
霍华德当过数年自由撰稿人，期间曾与许多电视节目合作，除此之外他还写过一部舞台剧并借此收获若干奖项。
霍华德后来收到为电影《拳王阿里》撰写原创剧本的邀请，初稿完成后，霍华德在重回老家弗吉尼亚的时候听说了1971年T·C·威廉姆斯高中泰坦球队的故事，便开始着手围绕这支球队撰写剧本，由于后来制片方的延迟和剧本的重写，《拳王阿里》也随之受到牵连，直到2001年方才上映。
霍华德为泰坦球队所创作的剧本名为《光辉岁月》，是一部待售剧本，故事发生于以较为积极的种族关系著称的亚历山德里亚。霍华德在创作过程中做了大量研究，包括曾与球队教练赫曼·布恩及比尔·约斯特进行讨论。起初霍华德在寻找制作方时遇到困难，但后来剧本被电影监制傑瑞·布洛克海默看中。该片最终由丹泽尔·华盛顿和威尔·巴顿主演，上映后在国内取得1亿票房，成为票房巨作。
继《光辉岁月》及《拳王阿里》发布之后，霍华德又陆续参与了许多其他剧本的创作。例如2006年的体育电影《光荣之路 (2006年电影)|光荣之路]]》。
2004年，霍华德与摩根·弗里曼合作，根据美国第一个参与第二次世界大战的黑人军团第761坦克营的故事创作了一部剧本。2006年，霍华德创作了一部名为《Factor X》的剧本，其后被雷利·史考特看中，并于2006年制作完成！
2014年，霍华德基于苏德战争时期夜袭魔女的故事创作出一部剧本，由鲍里斯·叶利钦的孙子出资拍摄。2019年，霍华德联合创作及出品了哈莉特·塔布曼的传记电影《哈莉特》。
2019年11月12日，霍华德创作的一部关于黑豹党的剧本被派拉蒙影业买下，并由小乔治·提尔曼担任该片导演，本·阿弗莱克负责出品。
2020年，霍华德凭借《哈莉特》获得有色人種促進協會形象獎最佳電影執筆提名。《哈莉特》发布会于包含2019年11月的一周内举行，期间霍华德接受了众多媒体的采访，多次提到好莱坞内部存在的种族不平等问题。同年霍华德在一次接受艾丽莎·威尔金森采访时认为哈莉特是鱼腩中的鱼腩。霍华德热衷于历史，并曾向哈莉特本人透露过这部电影的制作总共耗时25年。霍华德还提到自己鉴于第87屆奧斯卡金像獎缺乏种族多样性的情况，曾在《哈莉特》出品之前向好莱坞提出必须对这种状况作出改变，他还称这部剧本是他写给黑人女性的情书，“如果有人受到剧本的鼓励而做出了什么了不起的事情，那么我的目标便达成了。”
2023年1月27日，霍华德因心力衰竭于迈阿密去世。